# Emma Snowsill
Emma Laura Snowsill, OAM, (Gold Coast, Queensland, Australija, 15. lipnja 1981.) je australska triatlonka. Ona je svjetska i olimpijska prvakinja u triatlonu te pobjednica Igara Commonwealtha. Zbog iznimnih sportskih uspjeha, Emmi Snowsill je 26. siječnja 2009. uručeno odličje australskog reda (OAM).

## Profesionalna karijera
Snowsill je 2000. osvojila Svjetsko prvenstvo u triatlonu u dobnoj kategoriji od 16 do 20 godina, koje priređuje Međunarodna triatlonska unija (ITU). Iste godine osvojila je zlato na Olimpijskom festivalu mladih triatlonaca, održanom u Sydneyju. Nakon toga dobila je stipendiju Australskog instituta za sport (AIS) te je proglašena najboljom mladom triatlonskom godine. Studirala je zdravstvo, no trenutno je "zamrznula" studij.
2003. je osvojila svoje prvo ITU Svjetsko prvenstvo u triatlonu koje se održavalo u novozelandskom Queenstownu. Sljedeće godine postala je prvakinja Svjetskog kupa čime je osvojila prvo mjesto na svjetskoj rang listi. Unatoč tome, nije izabrana u momčad australske reprezentacije koja je nastupila na Olimpijskim igrama u Ateni 2004.
2005. Snowsill osvaja svoju drugu svjetsku krunu, na Svjetskom prvenstvu u Gamagori. Uvjeti u ovom japanskom gradu bili su teški zbog temperature od 35 stupnjeva Celzijusa i 90%-tne vlage.
Osvojila je i "Grand Slam" triatlonska natjecanja održana u svjetskim metropolama, kao što su Chicago, Los Angeles, London i New York. 2005. i 2006. osvojila je Lifetime Fitness utrku u Minneapolisu, dok je na međunarodnoj triatlonskoj utrci Noosa tri puta bila pobjednica.
2006. postala je prvakinja Igara Commonwealtha održanih u australskom Melbourneu. Iste godine osvaja i svoj treći svjetski naslov u Lausanneu, gdje je bila 45 sekundi brža od Portugalke Vanesse Fernandes. Tako je postala prva triatlonka u povijesti koja je osvojila tri naslova svjetske prvakinje. Sljedeće godine, Vanessa Fernandes je dobila priliku za revanš na svjetskoj smotri u Hamburgu, gdje je postala novom prvakinjom, pobijedivši Snowsill za više od minute vremena prednosti.

### OI 2008.
2008., na otvaranju sezone, Emma Snowsill osvaja Mooloolaba svjetski kup, pobijedivši Vanessu Fernandes. Tijekom te godine javile su se mnoge sportske špekulacije koja će od tih dviju triatlonki osvojiti olimpijsko zlato. Snowsill nije nastupila na Svjetskom prvenstvu kako bi što spremnija nastupila na Olimpijskim igrama u Pekingu. U konačnici, Snowsill je osvojila olimpijsko zlato s vremenom 1:58:27, čime je od Vanesse Fernandes bila brža za minutu i sedam sekundi.
| RANG | ATLETIČAR         | PLIVANJE | BICIKLIZAM | TRČANJE | UK. VRIJEME | RAZLIKA  |
| ---- | ----------------- | -------- | ---------- | ------- | ----------- | -------- |
|      | Emma Snowsill     | 19:51    | 1:04:20    | 33:17   | 1:58:27.66  | -/-      |
|      | Vanessa Fernandes | 19:53    | 1:04:18    | 35:21   | 1:59:34.63  | +1:06.97 |
|      | Emma Moffatt      | 19:55    | 1:04:12    | 34:46   | 1:59:55.84  | +1:28.18 |
| 4.   | Laura Bennett     | 19:49    | 1:04:23    | 35:10   | 2:00:21.54  | +1:53.88 |
| 5.   | Juri Ide          | 19:50    | 1:04:24    | 35:05   | 2:00:23.77  | +1:56.11 |
| 6.   | Nicola Spirig     | 20:17    | 1:03:54    | 35:20   | 2:00:30.48  | +2:02.82 |
| 7.   | Daniela Ryf       | 19:56    | 1:04:17    | 35:31   | 2:00:40.20  | +2:12.54 |
| 8.   | Andrea Hewitt     | 19:54    | 1:04:15    | 35:38   | 2:00:45.99  | +2:18.33 |
| 9.   | Kiyomi Niwata     | 19:56    | 1:04:14    | 35:36   | 2:00:51.85  | +2:24.19 |
| 10.  | Debbie Tanner     | 19:57    | 1:04:17    | 35:54   | 2:01:06.92  | +2:39.26 |

## Privatni život
Emma Snowsill ima sestru Amy koja radi kao pravnica u Sydneyju.